# كيني إيزلي
كيني إيزلي (بالإنجليزية: Kenny Easley)‏ هو لاعب كرة قدم أمريكية أمريكي، ولد في 15 يناير 1959 في تشيسابيك في الولايات المتحدة.

## وصلات خارجية
- كيني إيزلي على موقع سبورتس رفرنس (الإنجليزية)
- كيني إيزلي على موقع ريلجم (الإنجليزية)
- كيني إيزلي على موقع مرجع كرة القدم المحترفة.كوم (الإنجليزية)
- كيني إيزلي على موقع قاعة فرجينيا للمشاهير الرياضية (الإنجليزية)
- كيني إيزلي على موقع إن إن دي بي (الإنجليزية)